# Sixième Méditation cartésienne
La Sixième Méditation cartésienne est une œuvre posthume du philosophe allemand Eugen Fink, assistant et collaborateur d'Edmund Husserl, qui a  participé auprès de son maître à la rédaction des Méditations cartésiennes, et qui est connu pour avoir animé en 1966 avec Martin Heidegger un célèbre séminaire sur Héraclite : (Héraclite : Séminaire du semestre d'hiver 1966-1967). Le titre est accompagné d'un sous-titre : L'Idée d'une théorie transcendantale de la méthode, qui pour Guy van de Kerckhoven signifie « dans le contexte présent, une réflexion sur le faire phénoménologisant [...] sur les hypothèses théoriques qui s'y échafaudent ».
David Chaberty, auteur d'une thèse sur l'œuvre de Fink, écrit : « la revue des commentaires autour de l’interprétation de la Sixième Méditation cartésienne laisse apparaître deux grandes familles d’interprétation. La première est celle qui traite le texte comme étant celui d’un simple disciple de Husserl. C’est entièrement sur le sol et dans les limites de la phénoménologie husserlienne que se jouerait la trame de la problématique finkéenne [...] L’autre grande famille d’interprétations considère au contraire la Sixième Méditation comme une œuvre originale, texte de jeunesse où s’exprime déjà une vision cosmologique de la réalité. »

## Historique
C'est un texte resté longtemps inconnu, que Fink a écrit pour Husserl durant l'été 1932 en vue d'une révision des Méditations cartésiennes. Fink passe son habilitation en 1946 en vue d'obtenir une chaire de professeur à l'Université de Fribourg, avec sa Méditation non encore publiée. Ce texte circula dans les cercles phénoménologiques jusqu'à sa publication posthume en 1988 pour l'édition allemande, accompagné d'annexes, amendements et annotations d'Husserl. Rares furent ceux qui purent en prendre connaissance après la Seconde Guerre mondiale : on citera Maurice Merleau-Ponty qui le mentionne à deux reprises dans sa préface à la Phénoménologie de la perception. Dans la remarque préalable à l'écrit d'habilitation insérée dans l'édition française, il est écrit : « le questionnement phénoménologique développé ici présuppose les Méditations cartésiennes et naît sur le sol et dans les limites de la problématique inaugurée dans ce texte ». Par ailleurs, si l'on suit David Chaberty, auteur d'une thèse sur Fink, la compréhension de la Sixième passe par l'étude des textes de remaniement des cinq premières Méditations que Fink a élaboré dans sa collaboration avec Husserl.
L'ouvrage ne comporte aucun plan général mais une douzaine de paragraphes et divers appendices. Livre dense et complexe, impossible à résumer, il suscite les commentaires de quelques-uns de ses interprètes : Bernhard Waldenfels, Natalie Depraz, David Chaberty, Guy van de Kerckhoven, Jean-Marc Mouillie, Marc Richir, Ronald Bruzina.

## Interprétations

### David Chaberty
Dans sa thèse intitulée Introduction à la phénoménologie cosmologique d'Eugen Fink, David Chaberty consacre un important développement à l'analyse de la Sixième Méditation. La thématique du « Monde » qui s'y développe, largement engagée dès les premiers travaux du philosophe se serait maintenue par la suite y compris à l'occasion de ses travaux d'assistance à Edmund Husserl. Alors que Husserl donne à l’ego le statut de sphère fondamentale, c'est au monde que Fink attribue la primordialité essentielle. David Chaberty poursuit, citant Fink : « Le monde n’a plus pour nous maintenant de validité séparée, comme étant tout simplement en dehors de la vie qui l’éprouve et en tant qu’indépendant d’elle, mais il ne vaut plus pour nous que comme phénomène de notre situation ». De ce fait, Fink récuse le préjugé husserlien sur lr rôle du sujet qui pour lui ne serait pas phénoménologique.Il n'y aurait pas  de possibilité de fondement égologique à l'intersubjectivité et au monde. 
En résumé, cet auteur souligne l'originalité de la pensée de Fink dans sa dimension cosmologique « C’est au terme de la réitération du parcours phénoménologique des Méditations cartésiennes que vient s’inscrire la Sixième Méditation, qui est, non pas un additif original à un parcours précédemment strictement husserlien, mais la conclusion formulée d’un parcours parallèle ». Bien loin d’être une réflexion raffinée mais orthodoxe sur la phénoménologie husserlienne, elle se veut une discussion et une mise en question des fondements de la phénoménologie, qui resitue systématiquement tous les thèmes et les problèmes des Méditations cartésiennes husserliennes dans un cadre de pensée nouveau, que l’on peut qualifier globalement de « cosmologique » pour désigner l’ampleur que prend la problématique du fondement. Suivre Fink c'est quitter tout présupposé de fondation égologique pour « s'inscrire dans un contexte intersubjectif,  lui-même génétiquement relié au monde et à son devenir ».

### Natalie Depraz
Natalie Depraz, traductrice de l'ouvrage, est l'auteur d'une longue introduction qui en propose différentes lectures. On peut y voir :
1. Un tournant cosmologique, avec ce texte, Fink s'inscrirait dans une filiation avec l'idéalisme allemand (Hegel , Fichte)[18]
2. Un travail d'approfondissement des analyses husserliennes faisant de la Sixième « un projet-charnière entre la phénoménologie husserlienne et l'ontologie fondamentale heideggerienne »[18]
3. Une tentative visant à dévoiler la systématicité cachée dans l'œuvre d'Husserl. Natalie Depraz voit dans la Sixième Méditation le résultat de l'effort de systématisation recherché par Husserl et réalisé par Fink[19]
4. Une radicalisation des opérations majeures de la phénoménologie que sont réduction et constitution.  Globalement, Fink reprocherait à Husserl de n'accomplir la réduction que vis-à-vis des objets du monde laissant cette réduction incomplète. Ainsi Husserl ne soumettrait pas à la réduction  la subjectivité transcendantale qui accomplit la réduction [20].

Natalie Depraz poursuit son analyse en procédant à un découpage du texte en quatre parties : 
1. Phénoménologie et système correspondant aux (§§ 1 à 4). Cette première partie est consacrée aux tentatives et aux difficultés d'Husserl à systématiser sa pensée, la Sixième Méditation pouvant apparaître comme le résultat de cet effort de systématisation [19],[e].  Au § 2 est notamment abordée la notion de  spectateur transcendantal qui est le thème central de la « théorie transcendantale de la méthode »[21]. Au  § 4 la « théorie transcendantale de la méthode » est définie comme le moment où la phénoménologie s'oriente vers son agir propre tout à fait différent de la réflexivité des sciences mondaines.
2. Réduction phénoménologique et Entmenschung (§§ 5 à 9). Le  § 5 explore la fécondité du thème de la réduction phénoménologique, il approfondit la différence entre les notions d'époché et de réduction[22]. La première interrogation a trait au commencement de la philosophie. Ici est aussi  affirmé le manque de radicalité de la démarche husserlienne qui l'aisserait ininterrogé la subjectivité transcendantale. La réduction poussée, en se coupant radicalement du monde, isole le noyau « spectateur » de l'ego transcendantal, au point de, tendanciellement, le déshumaniser  Entmenschung[23],[f].
3. Une langue transcendantale ? ( § 10). Ce § fournit un exposé clair des difficultés auxquelles nous confronte le langage en phénoménologie.
4. Mondanéisation et Vermenschung (§ 11). La Sixième Méditation culmine avec la question de la mondéanisation.

### Guy van de Kerckhoven
Guy van de Kerckhoven écrit dans sa contribution à la revue Épokhé, se référent au sous-titre de l'ouvrage, « « la doctrine transcendantale de la méthode »,  désigne une réflexion sur le faire phénoménologisant, où le spectateur transcendantal se prend soi-même comme thème ».  Guy van de Kerckhoven parle d'une structure d'auto-référence. Fink discerne deux formes d'auto-référence celle qui concerne des sciences mondaines, l'histoire, la logique et la psychologie qu'il distingue du réfléchir phénoménologique. Contrairement à la psychologie , le sujet phéoménologisant ne peut pas être intégré  dans l'effectuation constituante du monde  qu'il cherche à élucider. La phénoménologie constate une hétérogénéité d'être entre le spectateur phénoménologisant et le sujet constituant. 
Guy van de Kerckhoven remarque : « le spectateur transcendantal ne se limite pas au point de vue thématique de l'expérience transcendantale du monde; il remonte de l'expérience du monde à la constitution du monde, il interroge depuis les validités d'être [...]. En dévoilant la tendance vers l'être de toute vie constituante, il comprend l'étant comme résultat d'une constitution [...] situation dans laquelle est mise à jour la dimension ontologique de cette expérience ». La démarche de Fink conduit à se demander si la tendance téléologique de l'étant dans sa totalité ne contient pas une logique cachée à l'œuvre dans les méthodes égologiques opératoires élémentaires de la constitution du monde,. 
L'auteur tente de préciser la pensée de Fink en distinguant « ce qui relève d'une suspension de croyance directe-thématique (en l'espèce le monde) d'une suspension de croyance « transcendantale-réflexive » ». Dans cette dernière forme, le monde n'est plus mis hors-validité « l'époché transcendantale réflexive saisit le monde comme « unité de toutes les validités » finales dans l'organisation constitutive de validité ».

### Bernhard Waldenfels
Un certain rapport au soi caractérise la philosophie aussi longtemps qu'elle existe, cela vaut également pour la façon phénoménologique de philosopher, écrit Bernhard Waldenfels. Sur ce constat, Fink chercherait à accomplir l'idée de la phénoménologie dans son ultime auto-compréhension transcendantale d'elle-même qui vient compléter les Méditations par une sorte de Discours de la Méthode. « La fondation de la phénoménologie se révèle être une auto-fondation ; elle se révèle être une ouverture à un savoir absolu [...] qui se manifeste comme oubli de soi dans l'opération de la constitution du monde et de soi ».« Alors que Fink pose finalement une seule tendance transcendantale Husserl se contente d'une seule intentionnalité transcendantale. Husserl accepte une communauté intentionnelle médiatisée par le sens et résiste à une communauté vitale dans laquelle la différence entre le propre et l'étranger ne surgit qu'après coup, par dérivation ».

### Marc Richir
La Sixième Méditation permettrait de se faire une idée précise de ce que fut la pensée de ce proche collaborateur de Husserl entre 1930 et 1939. Pour Natalie Depraz, Marc Richir mettrait l'accent sur la radicalisation de la phénoménologie husserlienne en faisant ressortir que : « l'une des grandes découvertes phénoménologiques de Fink est celle de l'indéterminité originaire du phénomène-de-monde, et la prise de conscience que pour le penser il faut poursuivre l'époché de manière radicale jusqu'au « Moi » phénoménologisant et impartial c'est-à-dire ne prenant pas part , dans l'époché, à la thèse générale du monde ».
Marc Richir relève chez l'auteur de la Sixième Méditation les innovations suivantes : Fink rassemble sous le terme d'horizon de « dé-présentation », les phénomènes de rétention et de protention. Au lieu d'envisager comme Husserl ces phénomènes à partir de la modification temporelle du présent vivant, Fink pense au contraire que  « tout vécu n'est ce qu'il est qu'à être inclus dans les horizons de l'avant et de l'après [...], c'est dire qu'il n'y a pas de présence sans des horizons d'absence en elle »,.

### Jean-Marc Mouillie
Dans sa lecture de Fink Jean Marc Mouillie met en exergue son idée de l'existence d'un dualisme au sein de l'être transcendantal, en opposition à la pensée husserlienne. La Sixième Méditation accentue de manière inattendue non pas l'écart du mondain au transcendantal mais l'écart interne à la vie transcendantale elle-même dans sa double modalité constituante/phénoménologisante allant jusqu'à parler d'un dualisme de la vie transcendantale. Fink qualifiera ce spectateur « d'exposant fonctionnel de la vie constituante transcendantale », le moi phénoménologisant déjà spectateur de soi-même. C'est par rapport au moi constituant que s'instaure une différence radicale avec l'avènement du spectateur phénoménologisant. Jean-Marc Mouillie poursuit : « Par sa métamorphose en spectateur transcendantal [...], l'homme s'outrepasse dans un dépassement de l'attitude naturelle qui avère que son être homme même ne peut plus valoir [...] Au fond pour Fink, dans et par cette réflexion radicale qui me fait transcender mon auto-perception comme moi mondain, Je est un autre »

### Ronald Bruzina
Ronald Bruzina fait remarquer que Husserl est mort sans avoir pu achever son œuvre qui l'aurait sans doute conduit à une « phénoménologie de la phénoménologie », soit une  théorie transcendantale de la méthode qui aurait rendu possible une critique du Soi et son interprétation. La dernière tentative de systématisation entreprise par Husserl que représentait La Crise des sciences européennes et la phénoménologie transcendantale n'avait été qu'une introduction supplémentaire à la phénoménologie. Ce sera à travers le travail de Fink que va se montrer une phénoménologie se déployant dans sa totalité systématique que Husserl n'avait pas voulu ou pu mener. D'autre part la Sixième Méditation permet de dépasser certaines limitations qui découlaient du fondement exclusivement égoïque des cinq premières. Ronald Bruzina donne comme exemple« la restriction des Méditations husserliennes à la dimension du maintenant, à la dimension du présent ». Ronald Burzina relève l'insistance de Fink quant à la nécessité de distinguer les niveaux de l'analyse phénoménologique, notamment dans la terminologie. La terminologie tirée de l'examen de la conscience humaine par exemple, doit être révisée radicalement si l'interprétation de la subjectivité transcendantale doit se comprendre dans sa signification non mondaine et transcendantale,.